# Görögország villamosvonal-hálózatainak listája

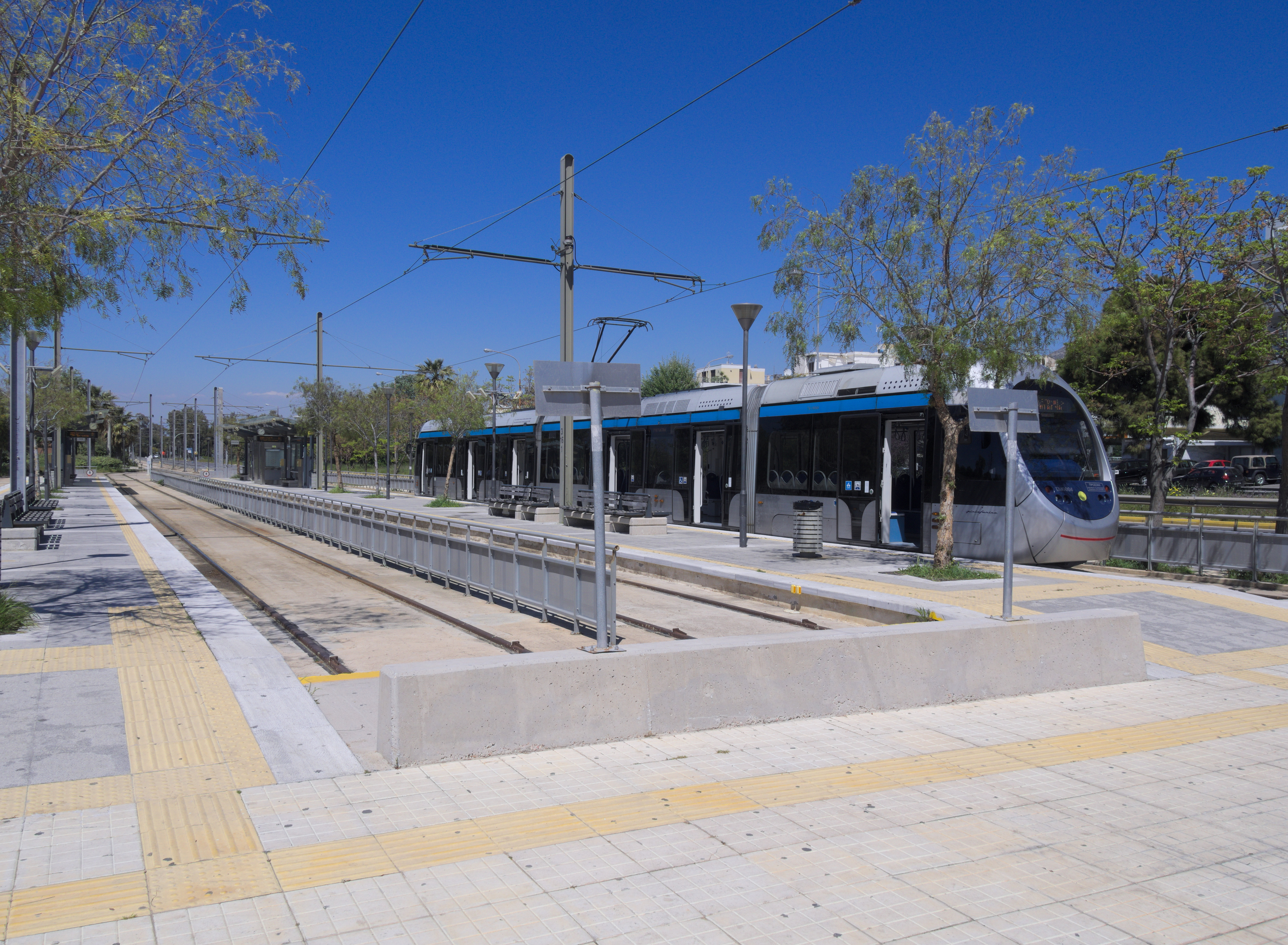
Athén modern villamosüzeme

Ez a lista Görögország jelenlegi és bezárt villamos hálózatait tartalmazza. Jelenleg csak a fővárosban, Athénban közlekedik villamos. Ez a táblázatban kiemelt háttérszínnel van jelölve.

## A lista
| Hely               | A rendszer neve                  | Meghajtás módja | Megnyitás        | Bezárás | Megjegyzés                                                  |
| ------------------ | -------------------------------- | --------------- | ---------------- | ------- | ----------------------------------------------------------- |
| Athén és Pireusz   | Athén villamosvonal-hálózata     | Ló              | 1882             | 1908    | Nyomtáv: 1000 mm                                            |
| Athén és Pireusz   | Athén villamosvonal-hálózata     | Gőz             | 1887             | 1908    | Villamosítva és beépítve az athéni villamospálya hálózatába |
| Athén és Pireusz   | Athén villamosvonal-hálózata     | Villamos        | 1908             | 1960    | Nyomtáv: 1000 mm                                            |
| Athén              | Athén villamosvonal-hálózata     | Villamos        | 2004. július 19. |         | Három modern villamosvonal.                                 |
| Pireusz            | Piraeus–Harbour villamos         | Ló              | 1883             | 1908    |                                                             |
| Pireusz            | Piraeus–Harbour villamos         | Villamos        | 1910             | 1960    |                                                             |
| Pireusz – Perama   | Pireusz-Perama könnyű vasút      | Villamos        | 1936             | 1977    |                                                             |
| Szaloniki          | Szaloniki villamosvonal-hálózata | Ló              | 1893             | 1907    | [ 1 ]                                                       |
| Szaloniki          | Szaloniki villamosvonal-hálózata | Villamos        | 1907             | 1957    |                                                             |
| Pátra              | Pátra villamosvonal-hálózata     | Ló              | ?                | ?       |                                                             |
| Pátra              | Pátra villamosvonal-hálózata     | Gőz             | ?                | ?       |                                                             |
| Pátra              | Pátra villamosvonal-hálózata     | Villamos        | 1902             | 1917    | Első villamos Görögországban, Nyomtáv: 1000 mm              |
| Iráklio (Kréta)    | Iráklio villamosvonal-hálózata   | Ló              | ?                | ?       |                                                             |
| Iráklio (Kréta)    | Iráklio villamosvonal-hálózata   | Gőz             | 1922             | 1937    | Iparvasút                                                   |
| Iráklio (Kréta)    | Iráklio villamosvonal-hálózata   | Villamos        | ?                | ?       |                                                             |
| Kalamáta           | Kalamáta villamosvonal-hálózata  | Villamos        | 1910             | 1940    |                                                             |
| Karlovasi, Számosz |                                  | Ló              | 1905             | 1939    |                                                             |
| Vólosz             |                                  | Gőz             | ?                | ?       | Nyomtáv: 600 mm                                             |